# Lucius Fairchild
Lucius Fairchild (Kent, 27 dicembre 1831 – Madison, 23 maggio 1896) è stato un politico, generale e diplomatico statunitense, fu il decimo Governatore del Wisconsin e rappresentò gli Stati Uniti in Spagna sotto le presidenze di Rutherford B. Hayes e di James A. Garfield.

## Biografia
Fairchild fu generale di brigata nell'esercito statunitense dal 1858 al 1863. Fu il decimo governatore del Wisconsin dal 1866 al 1872 dopo essere stato l'ottavo Segretario di Stato dal 1864 al 1866. Fu inoltre nominato console statunitense a Liverpool (1871), poi console generale a Parigi (1880-1881) e servì da diplomatico in Spagna. In seguito fu comandante in capo del Grand Army of the Republic (1886-1887) e del Military Order of the Loyal Legion of the United States (1893-1895).